# リピートアフターミー
『リピートアフターミー』（Repeat after me）は、ヤマモトマナブによる日本の漫画作品。『月刊コミックブレイド』にて2013年3月号から同年12月号まで連載された。

## 物語
北海道・朝日川市に住む女子高生・三好善美は、自分が生涯の中で行った人助け行為を「すまいるメモ」に記録し、それを10万善にまで達成させることを目標として毎日のように善行に勤しんでいたが、そんなある日、善美が勤務しているコンビニに強盗が押し入るが、包丁で刺されそうになる寸前で全ての時間が停止した。戸惑う善美の前に姿を現したのは、彼女がその日の下校中に助けた幼い少女だった。その少女曰く自身は“神”で、助けてもらった礼として善美の命を助けるために、善美の記憶を除いて世界の歴史を巻き戻すと言う。
善美は襲われる直前に身の上を語った強盗・巡也も自身と同条件で記憶を残してもらう様に頼み了承されるが、時間を歪めた影響によって「同じ日の繰り返しが10回連続で続く」と告げられてしまう。直後に始まった1回目の繰り返しにて善美は巡也に早々と接触、全ては事なきを得たように見えたが、その直後に2人の周囲にて「通行止め」の通り魔が活発に暗躍するようになる。

## 登場人物

### “繰り返し”の関係者
三好 善美（みよし よしみ）
主人公。北海道・朝日川市に住む女子高生。自身の善行を記録した「すまいるメモ」の10万善達成を目標としており、友人から偽善呼ばわりされても「やらない善よりやる偽善」と言って憚らない。コンビニ店「ドキドキマート」においてアルバイト勤務している。
“神”を名乗る女の子を助けた事、巡也が強盗としてコンビニ店に押し入った事が切っ掛けで、10回もの「同じ一日」が繰り返される時間のループに捕らわれてしまうことに。
リピートを繰り返す中で人助けを重ねながらも、一番の親友であったあいかを救えなかった事で自分自身の意義に疑問を感じてしまうが、巡也に背を押されたこともあって迷いを吹っ切り最後のリピートで彼女を救い、それまでの「善行」の積み重ねの結果、令子が成そうとしていたテロリズムを寸前で阻止する事に成功した。
作者は構想当初、善美を男性主人公として想定していたが、担当編集からヒロインが欲しいとの要望を受けて女主人公のキャラクターになったと述べられている。
九條 巡也（くじょう じゅんや）
大浦建設で働いていた青年。突如仕事の解雇を宣告された際、半ば事故のような形で社長の大浦を殺害してしまう。その後自暴自棄になってコンビニ強盗を敢行するも、身の上を善美に話していたため彼女同様ループに付き合わされることに。
繰り返された中の時間では大浦を殺害することは無かったが、以降のループにおいて大浦が「通行止め」の通り魔に殺害されて自身に容疑が向けられるようになってしまい、濡れ衣を晴らしつつ大浦を救うために奔走する。「通行止め」の真相を追う中で大浦の真意を知ることとなり、善美があいかを救えなかったことで落ち込んだ際には自身が彼女の善行により救われた事を伝え、励ますと同時に背を押す役目を務めた。
作者によれば、担当編集から「もう一人くらいループに巻き込んでほしい」という要望を受けて追加されたキャラクターとのこと。
神様
自身を“神”と名乗る少女で、見た目は普通の小学生。偶々善美に助けてもらった事が縁で、彼女（となりゆきで巡也）を時間のループに巻き込むこととなる。迷子扱いされた事に逆怨みして運命を捻じ曲げる等と脅すなど、見た目に違わず子供っぽい性格。
「通行止め」に纏わる事件には無関心であり、テロリズムにより人間が大量死するという事態に対しても傍観を貫いていたが、最終的に善美らの行ってきた「善行」の巡り会わせに巻き込まれてしまった結果、令子に犯行を断念させる最後の一押しを務めてしまった。その後、善美の「すまいるメモ」にラスト10万善の書き込みをして地上から去ったが、彼女の行為が善美らの世界に重大な影響を与えたと判断した上層部により、一年間「人間」としての生活を余儀なくされてしまった（この時の容姿は普通の中年男性）。
“神様”の時の容姿は、令子の死に別れた娘・晴華に酷似しているが関連は不明。

### 周囲の人々
亀玲 あいか（きれい あいか）
善美の学友にして親友。一年の時の担任だった令子を心配して見舞っていたが、自分が一年間かけて越えられなかった壁を善美が容易く越えてしまったことで自分自身に絶望、リピート9回目にて善美の眼前でビルの屋上から投身自殺してしまう。
過去のリピートで彼女を救えなかったことで善美は深く落ち込んでしまうが、最終的に迷いを吹っ切った善美の「本当に人を助けたい時の言葉」で自分自身を取り戻す。
佐藤 誠亮（さとう -）
善美のクラスメイトの男子。坊主頭の野球少年で、成り行き上コンビニ強盗退治など善美の「善行」に付き合わされてしまう。
寄谷 得人（よせたに うると）
善美のクラスメイトの男子。眼鏡を掛けた少年で、通称ダニエル（名前の「谷」「得」から）。幼少期から祖母や父の影響でSFに強い関心を持っていたが、リピート4回目でふとした事から善美の境遇を知ってしまい、父親が職場の発注ミスの処理中に事故死したことで善美に助けを求める。
大浦（おおうら）
巡也が勤務していた「大浦建設」の社長。本来の時間の流れでは事故に近い形で巡也に殺害されてしまっていた。時間のループ以後は巡也は大浦を殺害することは無いものの、「通行止め」の通り魔に命を狙われてしまう。妻帯者で、美里（みさと）という娘がいる。
実は「通行止め」の最初の被害者から事件の真相に繋がるデータを収めたSDカードを託されており、また会社の現場地下に社員らが地下道を秘密に作っていることを知り、巡也ら事件に直接関係のない社員を巻き込まないように会社から逃がそうとしていた。
石名坂 浩喜（いしなざか -）
巡也の同僚で、大浦建設に来て3ヶ月の社員。当初は状況証拠などから「通行止め」の一味と善美らから疑われたが、後に巡也と共に「通行止め」に潜む謎を追跡する。
時雨 令子（しぐれ リョーコ）
あいかが一年生の時の担任。物語開始の前年に娘・晴華（はるか）を交通事故で喪ったショックで休職し、あいかが定期的にお見舞いに通っていた。
その実態は「通行止め」の主犯格で、娘を喪った絶望から犯人を裁けなかった社会、そして他人に無関心な“その他大勢”を全て消し去る為に、一時期没頭していたカルト宗教の手段を利用し、「通行止め」によって朝日河市のみならず日本全国に対して大規模なテロリズムを敢行しようと目論んでいた。一年間の休職中に日本中に自身の賛同者を集めており、善美の声に一度は応じたように見えたのも、あいかを絶望させて彼女もろとも善美を始末するための演技である。
最終的に目的の成就寸前まで漕ぎ着けるも、善美が成してきた「善行」の積み重ねによって生じた偶然の結果、自分の目の前に姿を現した“神様”を自分の娘・晴華と誤認、不審者に絡まれたと思った“神様”の咄嗟の発言によって、晴華が自分を止めに来たと信じ、テロを中断。善美の「すまいるメモ」に記帳した後、自身の賛同者についても全て清算する意向を示して警察に自首した。

## 用語
世界の”巻き戻し”
“神”を名乗る少女が善美（と巡也）を助ける為に、世界そのものの時間をおよそ一日分巻き戻した現象。時間を歪めた際に修復の手間がかかる都合上、善美達は必然的に同じ日を10回以上ほど繰り返す状況に置かれてしまった。
巻き戻される前の記憶はループの対象となっている善美と巡也、並びに事態を起こした少女のみが保持している。時間が巻き戻された際に（大浦などの）その日の内に命を落とした人物も死ぬ前に戻るが、ループ対象の善美と巡也が命を落とした場合は巻き戻された後も生き返ることは無いとされている。
作中では「リピート○回目」として巻き戻しの周回がテロップされる。
「通行止め」
朝日河市の隣町で発生している連続殺人事件の通称で、死体の衣服にペンキで「通行止め」のマークが描かれている事が由来。第1話冒頭で5件発生している事がニュースで語られており、被害者に接点はなく、一市町村の枠を越えて全国区のホットニュースとして世間を賑わせている。
善美と巡也らが巻き戻りを始めて以降、大浦が巡也に殺される代わりに「通行止め」の被害にあうようになってしまい、更に善美が働いているコンビニの同僚までもが「通行止め」の凶事を敢行。後に巡也の前に「通行止め」のマークを描いた覆面を被った通り魔として、複数人の集団で姿を見せている。
その実態はサブリミナル効果を利用した一種の洗脳技術。「通行止め」と思われていたマークの正体は数字の「0（ゼロ）」で、首謀者である令子の名前の「雨」「令」（＝漢字の「零」）から掛けたものでもある。令子の他にも複数の人間が裏方として事件を操っており、対象とした人間に犯罪行為を正当化する免罪符を与える事で殺人事件へと導いていた。令子曰く、殺人の実行犯たちは単純に洗脳された被害者ではなく、彼女の“憎悪”に共鳴してくれた「従順な同士」とのこと。最終的には浄水場にテトロドトキシンを流して朝日河市の住民を殺戮、ひいては日本全国で同様の事件を起こすテロリズムに及ぼうとしていた。
朝日河市
本作の舞台となる街で、北海道の中央部に位置している。面積は約747km²、人口は約35万人。
平和通買物公園の『サキソフォン吹きと猫』など、連載当時に作者が在住していた旭川市に存在する建物やモニュメントが作中のロケーションとして幾つか描かれている。

## 書誌情報
連載当時に作者が勤務していた冨貴堂末広店では、第1巻の購入者特典として書下ろしポストカードが封入され、第2巻では「3大特典」と銘打ち制作秘話と書き下ろし漫画の4ページ小冊子・イラストカード・登場人物のシールが購入者特典として封入された（いずれも150冊限定）。このうち書下ろし漫画は2014年に刊行された著者の同人誌にて再録されている。
2015年5月1日からはAmazon Kindleなど各種配信サイトにて電子書籍の販売も順次開始。
- ヤマモトマナブ 『リピートアフターミー』 マッグガーデン〈ブレイドコミックス〉、全2巻
  1. 2013年7月10日発売、ISBN 978-4-8000-0188-7
  2. 2014年1月10日発売、ISBN 978-4-8000-0256-3

## 関連作品
『キューナナハチヨン』
同じくヤマモトマナブの漫画作品で、『ヤングキングアワーズ』にて2019年4月号から2021年7月号まで連載。
本作同様に「朝日河市」を物語の舞台としており、連載第17話にて本作の出来事を示唆する場面が挟まれている。